# Andraž Žurej
Andraž Žurej, slovenski nogometaš, * 17. maj 1993, Celje.
Žurej je profesionalni nogometaš, ki igra na položaju napadalca. Od leta 2023 je član avstrijskega kluba WSV Frantschach. Pred tem je igral za slovenska kluba Celje in Dravinjo ter avstrijske Austria Klagenfurt, ASK Köflach, St. Andrä in St. Stefan/L.. Skupno je v prvi slovenski ligi za Celje odigral 69 tekem in dosegel šest golov. Bil je tudi član slovenske reprezentance do 20 in 21 let.